# Halipteris christii
Halipteris christii är en nässeldjursart som först beskrevs av Johan Koren och Daniel Cornelius Danielssen 1848.  Halipteris christii ingår i släktet Halipteris, och familjen Halipteridae. Arten har ej påträffats i Sverige.